# Jakub II (król Majorki)
Jakub II z Majorki, hiszp. Jaime II de Mallorca, katal. Jaume de Mallorca (ur. 1243; zm. 29 maja 1311 w Palma de Mallorca) – król Majorki 1276–1311, hrabia Roussillon, władca Montpellier,
Urodzony w 1243, młodszy syn Jakuba I Zdobywcy, króla Aragonii i (pierwszego) władcy królestwa Majorki, oraz Jolanty, córki króla Węgier Andrzeja II.
Po wycofaniu się Królestwa Aragonii (i połączonego z nim hrabstwa Barcelony) z ekspansji na obszary Langwedocji, Jakub I Zdobywca skierował się w kierunku Balearów, archipelagu wysp położonych na Morzu Śródziemnym. W roku 1229 podbił Majorkę, w 1234 Minorkę, a w 1235 Ibizę i Formenterę, które do tej pory były w posiadaniu muzułmanów. Początkowo wyspy balearskie miały być lennem katalońskim, lecz aktem sukcesyjnym z 1262 Jakub I Zdobywca utworzył Królestwo Majorki, dzięki czemu chciał zabezpieczyć swojego ulubionego, młodszego syna Jakuba. Jakub aragoński przyjął wówczas tytuł władcy królestwa Majorki. Prócz Majorki, Ibizy i Formentery w skład Królestwa Majorki weszły również inne aragońskie posiadłości: hrabstwa Roussillon i Cerdanya oraz Montpellier. Stolicą królestwa zostało Perpignan w Roussillon. Po śmierci Jakuba I Zdobywcy władzę w Aragonii i Katalonii przejął jego najstarszy syn Piotr III Wielki, zaś Królestwo Majorki zgodnie z testamentem zmarłego króla przeszło w ręce młodszego syna – Jakuba II.
W zamierzeniu twórcy Królestwa Majorki miało być ono samodzielnym tworem, niezależnym od Królestwa Aragonii. Jednakże już 20 stycznia 1279 Jakub II musiał uznać zwierzchność  Piotra III aragońskiego. Jakub ugiął się przed bratem i złożył mu hołd lenny krótko po tym, jak Piotr III pokonał w swoim królestwie buntowników, wspieranych przez Jakuba II. Inną przyczyną działań Piotra III był wpływ na jego politykę katalońskich kupców z Barcelony, którzy od czasu zdobycia Majorki przez Jakuba I prowadzili tam rozległe interesy.
Piotr III Wielki był wówczas zaangażowany w konflikt o Sycylię, której mieszkańcy po antyfrancuskim powstaniu w czasie nieszporów w 1282 zrzucili jarzmo Andegawenów panujących w Neapolu. Pomiędzy Aragonią i Andegawenami, popieranymi przez swoich krewnych, władców Francji oraz przez papiestwo, rozpoczęła się trwająca kilkadziesiąt lat walka o Sycylię.
Taka sytuacja sprzyjała Jakubowi II. Król Francji Filip III Śmiały (zięć Jakuba I Zdobywcy) uznał, że przejęcie przez Aragonię znajdujących się na kontynencie, na północ od Pirenejów, posiadłości Królestwa Majorki (Roussillon, Cerdanya i Montpellier) jest sprzeczne z jego interesem i poparł Jakuba II w jego walce z Piotrem III. Dlatego, mimo że Jakub II był zobowiązany jako lennik do wsparcia brata w jego walce z Francją, to już w 1283 zawarł w Carcassonne układ z Filipem III francuskim. Klęska Francuzów, wspieranych przez wojska Jakuba II, podczas najazdu na Aragonię skutkowała najazdem Piotra III i zdobyciem Majorki (1285). Jeszcze w tym samym roku Piotr III ogłosił zniesienie Królestwa Majorki i jego inkorporację do Królestwa Aragonii. Co prawda tego samego roku zmarł Piotr III aragoński (a także Filip III francuski), ale jego syn i następca Alfons III w 1287 zdobył całe Baleary i odtąd Jakub II musiał przebywać w swych posiadłościach na kontynencie, a Alfons III przyjął tytuł króla Majorki. Triumf Alfonsa III był krótkotrwały, bowiem zmarł on już 18 lipca 1291. Następca Alfonsa III, Jakub II Sprawiedliwy w 1295 zawarł z papieżem, nowym władcą Francji Filipem IV Pięknym oraz Karolem II Andegawenem układ w Anagni, regulujący prawną sytuację Sycylii (jak się wnet okazało, na bardzo krótki czas).
Stroną podpisanego układu był również Jakub II z Majorki. Zgodnie z postanowieniami traktatu Jakub II Sprawiedliwy zgodził się oddać swemu stryjowi Jakubowi II prawa do Majorki, z tymże królestwo Majorki miało pozostać lennem Aragonii, w zamian król Aragonii przejął prawa do Montpellier i Roussillon. Jakub z Majorki uznał aragońską zwierzchność dopiero po traktacie z Argilers (1298). Posiadłości kontynentalne króla (hrabstwa Roussillon i Cerdanya oraz seniorat Montpellier) pozostały pod faktyczną władzą Jakuba z Majorki przez cały czas jego panowania.
Wróciwszy na Baleary, co miało miejsce w 1298, Jakub II zajął się odbudową zniszczonego przez częste najazdy królestwa. Za jego panowania lokowano miasta i wsie, wprowadzono reformę administracji, bito własną monetę, dzięki czemu pomyślnie rozwijał się handel zagraniczny. Jakub II przebudował największe miasto Majorki, Palma, realizując nowatorskie jak na swoje czasy założenia urbanistyczne. Jakub II zmarł 29 maja 1311 w Palma.

## Rodzina
Żoną Jakuba II z Majorki była poślubiona w 1272 Esclaramunda de Foix, córka hrabiego Rogera IV. Z małżeństwa pochodziły m.in. dzieci:
- Jakub, został franciszkańskim mnichem;
- Sancho, następca Jakuba II na tronie Majorki, zm. 1324;
- Sancza, żona Roberta I Mądrego, władcy Neapolu;
- Ferdynand, ojciec króla Majorki Jakuba III,
- Filip, opat, regent Królestwa 1324–1329.